# Fly-o-plane

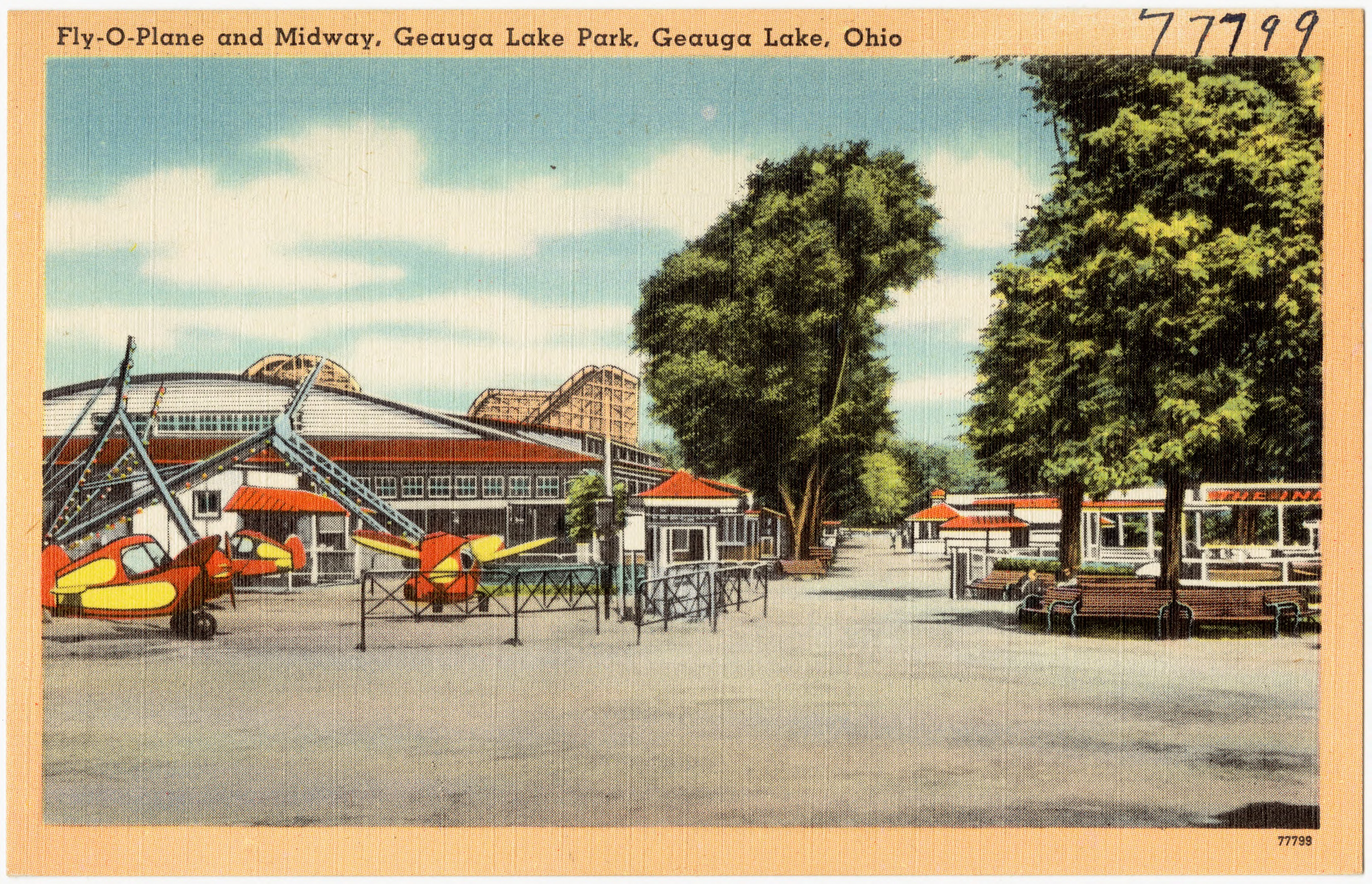
Fly-O-Plane (link) in Geauga Lake in de Amerikaanse Staat Ohio

De fly-o-plane is een attractietype dat uit de eerste helft van de 20e eeuw stamt en is ontworpen door de Eyerly Aircraft Company, het attractiebedrijf van Lee Ulrich Eyerly, dat onder meer ook de loop-o-plane, roll-o-plane (of Dive Bomber) en rock-o-plane bedacht en ontwikkelde. De fly-o-plane is een carrousel-attractie waarbij de bezoekers, gezeten in kleine vliegtuigjes rond elkaar draaien. Elk vliegtuigje kan ook rond zijn eigen as over de kop draaien.

## Werking
Ondanks dat de fly-o-plane er op het eerste gezicht uitziet als een rustige kinderattractie, wordt het nog steeds beschouwd als een van de wildste voormalige attracties in pretparken en kermissen. Dit komt vooral door de hoge snelheid die de attractie haalt, en de mogelijkheid voor de inzittenden om de gondels zijwaarts over de kop te laten tollen (principe van de Spin 'n puke).

## Geschiedenis
In de jaren 1920 in de Verenigde Staten ontwikkelde en bedacht Lee Ulrich Eyerly machines voor piloten in opleiding, die hiermee konden ervaren hoe het was om verschillende krachten te voelen. Doordat deze attracties een grote amusementswaarde bleken te bezitten ontwikkelde het bedrijf zich als een attractiebedrijf met snelle "thrill rides", waarvan de fly-o-plane er eentje is. Dit verklaart ook de vliegtuig-gondels aan de attractie. Nadat de attractie in Amerika een succes was geworden, kwamen enkele versies over naar Europa, Groot-Brittannië. Hier behaalde de attractie echter niet de populariteit zoals de attractie die wel in de Verenigde Staten had.

## Heden ten dage
Nu komt de fly-o-plane vrijwel nooit meer voor, noch op kermissen noch in pretparken. Slechts enkele attractieparken in Amerika hebben er één, en een paar eigenaars reizen nog rond met een fly-o-plane.

## Voetnoten
1. ↑  Artikel van de Universiteit van Sheffield